# USS Atka
USS Atka var en isbryder, der bl.a. er blevet anvendt af den amerikanske kystvagt og af den sovjetiske handelsflåde. Skibet var i tjeneste fra 1944 til 1976. Et fotografi af skibet er blevet anvendt som frontcoveret til Rammsteins album Rosenrot (fra 28. oktober 2005). Det er taget af fotografen Charles Swithinbank 13. marts 1960 på Antarktis.
| Vandsport/vandtransport | Spire Denne vandsports- eller vandtransportsartikel er en spire som bør udbygges. Du er velkommen til at hjælpe Wikipedia ved at udvide den. |